# Liste carlistischer Thronprätendenten
In dieser Liste sind alle carlistischen Thronprätendenten verzeichnet.

## Erste carlistische Dynastie
| Bild | Thronname (Lebensdaten)                                     | Fürstenhaus   | Anmerkungen                                                                                                |
| ---- | ----------------------------------------------------------- | ------------- | --- |
|      | Karl V. (* 29. März 1788, † 10. März 1855)                  | Bourbon-Anjou | Graf von Molina, Sohn von Karl IV., Bruder Ferdinands VII.                                                 |
|      | Karl VI. (* 31. Januar 1818, † 13. Januar 1861)             | Bourbon-Anjou | Graf von Montemolín, ältester Sohn von Carlos María Isidro de Borbón                                       |
|      | Johann III. (* 15. Mai 1822, † 21. November 1887)           | Bourbon-Anjou | Graf von Montizón, Bruder von Carlos Luis de Borbón, auch französischer Thronprätendent                    |
|      | Karl VII. (* 30. März 1848, † 18. Juli 1909)                | Bourbon-Anjou | Herzog von Madrid, älteste Sohn von Juan Carlos de Borbón, auch französischer Thronprätendent              |
|      | Jakob III. (* 27. Juni 1870, † 2. Oktober 1931)             | Bourbon-Anjou | einziger Sohn von Carlos María de los Dolores de Borbón, auch französischer Thronprätendent                |
|      | Alfons Karl I. (* 12. September 1849, † 29. September 1936) | Bourbon-Anjou | Herzog von San Jaime und Anjou, zweiter Sohn von Juan Carlos de Borbón, auch französischer Thronprätendent |

## Zweite carlistische Dynastie
Nach dem Tode Alfonso Carlos de Borbón erlosch die erste Dynastie der Carlisten, in der Zeit zwischen 1936 und 1952 fungierte Franz Xaver von Bourbon-Parma als Regent und begründete ab 1952 die so genannte zweite carlistische Dynastie.
| Bild | Thronname (Lebensdaten)                           | Fürstenhaus            | Anmerkungen                                                                                   |
| ---- | ------------------------------------------------- | ---------------------- | --------------------------------------------------------------------------------------------- |
|      | Franz Xaver I. (* 25. Mai 1889, † 7. Mai 1977)    | Bourbon-Parma-Braganza | Titularherzog von Parma, Piacenza und Guastalla, Herzog von Molina, Sohn Roberts I. von Parma |
|      | Karl Hugo I. (* 8. April 1930, † 18. August 2010) | Bourbon-Parma          | Herzog von Parma und Piacenza, San Jaime und Madrid, Sohn von Franz Xaver von Bourbon-Parma   |

## Gegenprätendenten
Durch das Ende der ersten Dynastie kam es zu Konflikten innerhalb der carlistischen Bewegung, einige zweifelten die Rechtmäßigkeit der Nachfolge Franz Xaver von Bourbon-Parma an und stellten ihrerseits so genannte Gegenprätendenten auf. Nach Francos Tod 1975 spalteten sich die Carlisten weiter auf, da einige den Reformkurs Karl Hugos I. nicht mittragen wollten.
| Bild | Thronname (Lebensdaten)                              | Fürstenhaus                 | Anmerkungen                                                                                                  |
| ---- | ---------------------------------------------------- | --------------------------- | --- |
|      | Karl VIII. (* 4. Dezember 1909, † 24. Dezember 1953) | Habsburg-Lothringen-Toskana | Sohn Leopold Salvators von Österreich-Toskana                                                                |
|      | Johann III. (* 20. Juni 1913, † 1. April 1993)       | Bourbon-Battenberg          | Graf von Barcelona, Dritter Sohn von Alfons XIII., Vater des ehemaligen Königs Juan Carlos I.                |
|      | Jakob IV. (* 23. Juni 1908, † 20. März 1975)         | Bourbon-Battenberg          | Herzog von Segovia, später auch von Anjou, Zweiter Sohn von Alfons XIII., auch französischer Thronprätendent |
|      | Sixtus Henri (V.) (* 22. Juli 1940)                  | Bourbon-Parma               | Herzog von Aranjuez, Zweiter Sohn Franz Xavers von Bourbon-Parma                                             |